# 興居島村
興居島村（ごごしまむら）は1954年（昭和29年）まで愛媛県中予地方の和気郡のち温泉郡にあった村である。興居島及び釣島からなる。1954年（昭和29年）に、松山市への編入合併により、自治体としては消滅した。
下記以外の詳細は、興居島または釣島の記事を参照のこと。

## 地理
松山港沖に浮かぶ興居島、及びその西方沖の釣島からなる。（有人島）

## 村の沿革
- 1889年（明治22年）12月15日 - 町村制施行により旧和気郡興居島村を新制和気郡興居島村として発足。
- 1897年（明治30年）4月1日 - 和気郡が温泉郡に編入され温泉郡興居島村となる。
- 1954年（昭和29年）2月1日 - 松山市に編入され、自治体としては消滅。

## 地域
江戸時代からの一村がそのまま明治の村となったため、興居島村の成立当時、「大字」はなし。「門田」、「由良」、「泊」の3つの地区からなる。